# Urusei Yatsura
Autre
Urusei Yatsura (うる星やつら) est un shōnen manga de Rumiko Takahashi. Il est prépublié entre 1978 et 1987 dans le magazine Weekly Shōnen Sunday et compilé en un total de 34 volumes. Le manga remporte le Prix Shōgakukan en 1981 dans la catégorie shōnen.
Une adaptation en anime de 195 épisodes, est diffusée du 14 octobre 1981 au 19 mars 1986 (ainsi qu'en France à la fin des années 80). Six films d'animation et douze OAV ont également été produits. Une nouvelle adaptation anime par le studio David Production est diffusée du 14 octobre 2022 au 21 juin 2024.

## Synopsis
Urusei Yatsura est un ensemble de petites histoires loufoques prenant place après l'arrivée sur Terre des Oni, un peuple extraterrestre. Bien plus avancés que les humains, ils décident de mettre le sort de la Terre entre les mains du jeune Ataru Moroboshi, un lycéen malchanceux de naissance, dragueur invétéré mais infructueux et fainéant. Il a dix jours pour attraper et toucher les cornes de la fille du Roi des Oni, Lamu. Réussissant après un quiproquo (Lamu prend une déclaration d'Ataru pour elle alors qu'il s'adresse à Shinobu), la Terre est sauvée et Lamu décide de vivre sur Terre près de son nouveau chéri Ataru à son grand malheur.

## Explication du titre
Le titre est un jeu de mots en japonais.

Urusei est une déformation typiquement orale de urusai, qui signifie bruyant, dans un sens négatif (on peut souvent le traduire en français par ta gueule, silence ! ou ferme-la selon la façon de l’exprimer et le contexte).

Le jeu de mots porte sur l'écriture du sei de urusei avec le kanji signifiant étoile.

Yatsura signifie les gars, les gens de manière péjorative.

Le titre pourrait être traduit en français par : Les Gens bruyants des étoiles.

## Univers
Dans l’univers Urusei Yatsura on trouve des extra-terrestres, des monstres et esprits de la mythologie japonaise des fantômes… Mais aussi des histoires plus simples reposant sur des personnages hauts en couleur.
Avec le temps, même les personnages « normaux » deviennent surhumains, sortent des masses en bois, des katanas, des cloches comme par magie, c'est ce qui fait l'humour des situations du manga.

## Éléments autour de la série
Urusei Yatsura est la première série à succès de Rumiko Takahashi. Il s'agit d'un shōnen écrit par une femme, d'habitude cantonnées aux histoires d'amour romantiques shōjo plutôt qu'aux séries humoristiques, ce qui était rare à l'époque (fin des années 1970) Les femmes qui faisaient du shōnen étaient rares à l'époque, mais faire des séries humoristiques…? C'est très douteux, car c'est un genre commun dans le shōjo. Elle commence Maison Ikkoku en parallèle et n'hésite pas à glisser des clins d'œil dans la série (Ataru lisant ce manga).
Vers la fin de la série, certaines histoires, situations et personnages semblent être une inspiration de l'intrigue de la prochaine grande série de l'auteur Ranma ½. Par exemple, une histoire tourne autour d'une source chaude transformant ceux qui s'y baignent. Dans une autre, deux pères veufs ont fiancé leurs enfants à leur insu et bien d'autres... sans oublier le personnage de Ryunnosuke, une fille élevée comme un garçon qui a des soucis d'identité.

## Manga
Le manga comprend 366 chapitres, prépubliés dans le magazine japonais Weekly Shonen Sunday, et répartis en 34 volumes pour l'édition originale.

### Fiche technique
- Édition japonaise : Shogakukan
  - La série originale en 34 volumes
  - Une réédition en 15 volumes de luxe
  - Une édition de poche (bunko) en 18 volumes
- Édition américaine
  - Une traduction de 108 chapitres par Viz Comic, complétée par le projet Project ILM.
- Édition française 
  - La version bunko en 18 volumes chez Glénat.

### Liste des volumes français
L'édition française en noir et blanc chez Glénat, collection Bunko (Format : 115 mm x 180 mm)
- Tome 1 : sorti le 3 mai 2005, 320 pages  (ISBN 9782723450164)
- Tome 2 : sorti le 12 juillet 2005, 320 pages  (ISBN 9782723450171)
- Tome 3 : sorti le 6 septembre 2005, 320 pages  (ISBN 9782723450188)
- Tome 4 : sorti le 2 novembre 2005, 320 pages  (ISBN 9782723450195)
- Tome 5 : sorti le 1er février 2006, 320 pages  (ISBN 9782723450201)
- Tome 6 : sorti le 4 avril 2006, 320 pages  (ISBN 9782723450218)
- Tome 7 : sorti le 6 juin 2006, 320 pages  (ISBN 9782723454421)
- Tome 8 : sorti le 22 août 2006, 320 pages  (ISBN 9782723454438)
- Tome 9 : sorti le 10 octobre 2006, 320 pages  (ISBN 9782723454445)
- Tome 10 : sorti le 2 janvier 2007, 320 pages  (ISBN 9782723454452)
- Tome 11 : sorti le 20 mars 2007, 320 pages  (ISBN 9782723454469)
- Tome 12 : sorti le 5 juin 2007, 320 pages  (ISBN 9782723454476)
- Tome 13 : sorti le 15 août 2007, 320 pages  (ISBN 9782723458351)
- Tome 14 : sorti le 2 octobre 2007, 320 pages  (ISBN 9782723458368)
- Tome 15 : sorti le 12 décembre 2007, 320 pages  (ISBN 9782723458375)
- Tome 16 : sorti le 27 février, 352 pages  (ISBN 9782723460149)
- Tome 17 : sorti le 2 avril 2008, 352 pages  (ISBN 9782723460156)
- Tome 18 : sorti le 4 juin 2008, 352 pages  (ISBN 9782723460163)

## Anime

### Séries télévisées
- Lamu (1981-1986)
- Urusei Yatsura - Lamu (2022-2024)

### OAV
- 12 OAV (1988-1989)

### Films
- 1983 : Only You
- 1984 : Un Rêve sans fin (Beautiful Dreamer)
- 1985 : Remember My Love
- 1986 : Lum The Forever
- 1988 : Kanketsuhen (The Final Chapter)
- 1991 : Itsudatte My Darling (Mon chéri à jamais, Always My Darling)

### Téléfilm
- 1987 : Yume no shi kakenin Inaba-kun tôjô ! (Le rêve d'Inaba, le stagiaire du bureau de la destinée)

## Produits dérivés

### Jeux vidéo
- GD Urusei Yatsura (GD うる星やつら?) (jeu électronique à cristaux liquides, 1982[2])

Par Bandai Electronics.
- Urusei Yatsura: Lum no Wedding Bell (うる星やつらラムのウェディングベル?) (Famicom, 15 octobre 1986[3])

Développé par Tose et édité par Jaleco, sorti uniquement au Japon, il s'agit de l'adaptation du jeu d'arcade Momoko 120% de Jaleco.
- Urusei Yatsura: Koi no Survival Party (MSX, 1987)

Éditeur et développeur : Micro Cabin. Un jeu d'aventure uniquement sorti au Japon.
- Urusei Yatsura Stay With You (PC Engine, 6 juin 1990)

Éditeur et développeur Hudson Soft. Un jeu d'aventure uniquement sorti au Japon.
- Urusei Yatsura: Dear My Friends (Mega CD, 1er juin 1993)

Éditeur et développeur : Game Arts. Un jeu d'aventure uniquement sorti au Japon.

### Jeux de société
- Urusei Yatsura : Koi wa Utsurigi. Publié par Tsukuda Hobby, de 2 à 6 joueurs pour une durée moyenne de 60 minutes.
- Urusei Yatsura : Scramble! Publié par Tsukuda Hobby, à 2 joueurs pour une durée moyenne de 90 minutes. Cela se joue sur un damier hexagonal.
- Urusei Yatsura : Tomobiki-cho Kaigui Wars. Publié par Tsukuda Hobby, de 2 à 12 joueurs pour une durée moyenne de 120 minutes.

### Documentation
- Paul Gravett (dir.), « De 1970 à 1989 : Urusei Yatsura », dans Les 1001 BD qu'il faut avoir lues dans sa vie, Flammarion, 2012 (ISBN 2081277735), p. 386.